# Hurstpierpoint College
Le Hurstpierpoint College est une école publique (école privé de jour et pensionnat), située juste au nord du village de Hurstpierpoint, dans le Sussex de l'Ouest. Elle est fondée en 1849 par le chanoine Nathaniel Woodard (en) et est membre de la Woodard Corporation (en).